# Осман II
Осман II, наричан Младия Осман (на турски: Genç Osman), е 16-ият султан на Османската империя от 26 февруари 1618 до 20 май 1622 година.

## Биография
Роден е на 3 ноември 1604 година в Цариград. Син е на султан Ахмед I и Махфируз хатун. Получава добро образование за времето си. Осман бил поет и владеел няколко езика – арабски, персийски, гръцки, латински и италиански. Става султан на 14-годишна възраст, след като неговият чичо, Мустафа I е свален след преврат. Скоро младият султан успява да се утвърди. След като подсигурява източната граница на империята, подписвайки мирен договор с Персия през 1618 г., който повтаря условията на договора от 1612 г., той лично ръководи османското нашествие в Полша. През 1621 г. в битката при Хотин, Ян Карол Ходкевич, командирът на войските на Полско-литовския съюз, прогонва армията на султан Осман II към брега, докато при първите есенни снеговалежи той умира на бойното поле. На 9 октомври, поради късния сезон и тежките загуби след няколко атаки на укрепените полски линии, турците изоставят обсадата и битката завършва без победител, което се вижда от последвалия мирен договор, подписан в Хотин, който в някои секции е в полза на турците, а в други – на поляците. Когато се завърнал в столицата си, султанът обвинил еничарите за ситуацията, в която се намирал. Той замислил редица реформи. Целта му била да създаде нова и лоялна армия с доброволци от Анадола, както и да премести столицата.
През май 1622 г. планирал да потегли към Анадола под предлог за поклонение в Мека, но на 19 май бил заловен от еничарите и хвърлен в крепостта Еди куле, където е хвърлен в тъмница и на 20 май удушен по заповед на Давуд паша ,а след това му е отрязяно лявото му ухо. Не оставя наследници.

## В културата
- В турския филм: Махпейкер (2010), ролята на султан Осман е поверена на Мерт Йозчелик.
- В турския сериал Великолепният век: Кьосем, ролята на султан Осман е изпълнена от Танер Йолмез.

### Произход
За половин година преди смъртта си през декември 1603 г., султан Мехмед III нарежда да убият неговия най-голям син и наследник – принц Махмуд. След смъртта на Мехмед III, престола поел тринадесетгодишния му син – Ахмед I, които все още нямал деца, което поставяло династията пред заплаха. Единствения наследник бил братът на Ахмед – Мустафа, затова и Ахмед I го оставя жив, и нарушава закона за братоубийството. На Ахмед били подарени наложниците: Махфируз и Кьосем Султан. И двете му раждат синове. Първото му дете се ражда на 3 ноември 1604 г., и е кръстено Осман, в чест на основателя на Османската империя – Осман I Гази. Майката на Осман била Махфируз, а Ахмед станал най-младия баща от всички султани. По случай рождението на Осман, който спасил династията, били устроени седемдневни тържества. Втория син на султана – шехзаде Мехмед се родил четири месеца след Осман, на 8 март 1605 г. Негова майка била Кьосем Султан. Осман и Мехмед отраснали заедно, а техен учител бил Йомер Ефенди. Съгласно източниците Осман започнал да чете на 4 години. Според европейските историци той владеел гръцки, латински и италиански език и бил високо образован. Съвременните историци изразяват съмнения в това. За майката на Осман е известно, че се е казвала – Махфируз. Също така султан Ахмед я изпраща в Стария дворец в средата на 10-те години на седемнадесети век. Освен това е възможно венецианския посланик Контарини, да споменава точно нея, когато заявява, че султан Ахмед през 1612 г. нарежда да убият майката на Осман, която пречела на Кьосем.
По мнението на известните историци: Лесли Пиърс, Габриел Питерберг и Улучай, Махфируз умира приблизително през 1620 г. По тяхно мнение тя никога не е живяла в Топкапъ, а в Стария дворец и не е носила титлата валиде, дори и след като нейния син става султан. В Стария дворец няма свидетелства, Махфируз да е живяла там, затова е възможно майката на Осман, да е умряла по-рано. Венецианския посланик Кристофо Валер през 1615 г., пише че султан Ахмед има четирима сина от две жени, и една от тях не е между живите. През 1615 г., Пиетро Делла Вале написва, че майката на първородния син на султана е мъртва. През 1618 г., френския посланик, заявява, че майката на Осман е умряла в неговото детство. Още през детството на Осман, Кьосем Султан се опитва да изгради приятелски отношения с него. По съобщения на посланик Контарини, Осман заедно с Кьосем Султан и нейните синове са се возили с карета из града, докато Ахмед Първи не забранява тези разходки през 1616 г. Осман се отнасял уважително към мащехата си и през 1619 г. я уважил, вече като султан, с тридневна визита в Стария дворец.